# Інтербол-Прогноз
Інтербол-Прогноз — супутник наукового призначення для моніторингу механізмів взаємодії міжпланетний простір — магнітосфера — іоносфера.
Супутник призначений для дослідження та прогнозу «космічної погоди» (сплесків сонячної активності та вибухоподібний виділень енергії в магнітосфері Землі) з метою забезпечення працездатності сучасних технічних систем (засобів космічного зв'язку, навігації тощо)

Проєктне зображення супутника «Інтербол-Прогноз»

## Завдання супутника
Прогноз космічної погоди дозволить розв'язувати такі проблеми в життєдіяльності сучасного індустріального суспільства:
- Поява збоїв апаратури супутників, викликаних зростанням потоку проникливої радіації та аномальними поверхневими розрядами;
- Зміна орбіт супутників через роздмухування атмосфери;
- Збільшення радіаційного навантаження на космонавтів та екіпажі висотних літаків;
- Поява збоїв і перешкод у системах зв'язку, радіолокації, навігації;
- Збільшення перешкод і паразитних струмів в трубопроводах, кабелях, лініях електропередач, залізницях у приполярних широтах;
- Погіршення стану здоров'я людей з підвищеною чутливістю до зовнішніх чинників (серцево-судинні захворювання тощо);
- Зміна складу і властивостей іоносфери та верхньої атмосфери Землі, інших факторів, що можливо впливають на умови проживання, озоновий шар, клімат.

## Вимоги до супутника
Платформа супутника розробляється з урахуванням сучасних вимог до наукових платформ:
- Багатоточкове вимірювання за допомогою ідентичних приладів;
- Максимально можлива електромагнітна чистота платформи;
- Рознесення пасивних і активних методів вимірювань на різні супутники;
- Точна координатна прив'язка;
- Високоінформативна і високошвидкісна телеметрія.

На базі платформи передбачається створення орбітального угрупування з кількох супутників, що знаходяться на одній висоті в одній орбітальній площині. Наявність рухової установки в складі платформи супутників дозволяє формувати і підтримувати просторову структуру угруповання супутників, що забезпечує ефективне виконання наукового експерименту. Низькоорбітальне балістичне угрупування, що складається із кількох супутників, в комбінації з використанням наземних засобів, забезпечить періодичний глобальний характер вимірювань.

## Наукова апаратура
Комплекс наукової апаратури:
- Ферозондовий магнітометр.
- Електричний зонд Ленгмюра.
- Індукційний зонд.
- Дрейфометр.
- Сонячний фотометр.
- Зонд Ленгмюра.
- Енерго-кутові спектрометри.
- Спектрометр електронів і протонів середніх енергій.
- Мас-спектрометр теплової та надтеплової плазми.
- Імпульсивний генератор резонансних частот.
- Генератор когерентних частот.
- Приймач імпульсних сигналів плазмових резонансів.
- Приймач когерентних частот від радіопросвічування.
- Датчик високоенергетичних частинок.
- Рентгенівський фотометр.

Проєкт передбачає виведення КА на низькоапогейну орбіту в точку лібрації L1 з подальшим переходом на високоапогейну орбіту, а потім переведення його в точку лібрації L2. Учасниками проєкту «Інтербол-Прогноз» є українське ВО «Південмаш» і російське НВО ім. С. А. Лавочкіна.
Проєкт передбачає залучення до реалізації проєкту російських та українських підприємств аерокосмічної галузі. Однак через недостатнє фінансування міжнародний проєкт «Інтербол-Прогноз» не виконується.

## Публікації
- Тамкович Г. М., Зеленый Л. М., Петрукович А. А. Перспективный российско-украинский проєкт «Интербол-Прогноз», возможности и реалии. «Полет», 2002 (рос.)